# GP Denain 1978
De 20e editie van de wielerwedstrijd GP Denain werd gehouden op 28 maart 1978. De start en finish vonden plaats in Denain in het Franse Noorderdepartement. Op het podium stonden drie Belgen: Jos Jacobs, Gustaaf Van Roosbroeck en Frank Hoste; waarvan de laatste won.

## Uitslag
| GP Denain 1978 |                        |                           |      |
| Plaats         | Naam                   | Ploeg                     | tijd |
| Winnaar        | Frank Hoste            | Ijsboerke-Gios            |      |
| 2              | Jos Jacobs             | Ijsboerke-Gios            |      |
| 3              | Gustaaf Van Roosbroeck | Ijsboerke-Gios            |      |
| 4              | Jørgen Marcussen       | Avia-Groene Leeuw         |      |
| 5              | Dirk Wayenberg         | Ijsboerke-Gios            |      |
| 6              | Walter Naegels         | Avia-Groene Leeuw         |      |
| 7              | André Mollet           | Miko-Mercier-Hutchinson   |      |
| 8              | Frans Verhaegen        | Marc-Zeepcentrale-Superia |      |
| 9              | Eddy Furnière          | Avia-Groene Leeuw         |      |
| 10             | Rudi Hesters           | Avia-Groene Leeuw         |      |

1959 · 1960 · 1961 · 1962 · 1963 · 1964 · 1965 · 1966 · 1967 · 1968 · 1969 · 1970 · 1971 · 1972 · 1973 · 1974 · 1975 · 1976 · 1977 · 1978 · 1979 · 1980 · 1981 · 1982 · 1983 · 1984 · 1985 · 1986 · 1987 · 1988 · 1989 · 1990 · 1991 · 1992 · 1993 · 1994 · 1995 · 1996 · 1997 · 1998 · 1999 · 2000 · 2001 · 2002 · 2003 · 2004 · 2005 · 2006 · 2007 · 2008 · 2009 · 2010 · 2011 · 2012 · 2013 · 2014 · 2015 · 2016 · 2017 · 2018 · 2019 · 2020 · 2021 · 2022 · 2023 · 2024 · 2025